# Ситниково (Московская область)
Ситниково — деревня в Волоколамском районе Московской области России.
Относится к сельскому поселению Чисменское, до муниципальной реформы 2006 года относилась к Чисменскому сельскому округу. Население — 0 чел. (2010).

## Население
| 1852 | 1859 | 1926 | 2002 | 2006 | 2010 |
| ---- | ---- | ---- | ---- | ---- | ---- |
| 152  | ↗154 | ↗367 | ↘0   | →0   | →0   |

## Расположение
Деревня Ситниково расположена примерно в 13 км к северо-востоку от центра города Волоколамска. Ближайшие населённые пункты — деревни Ворсино и Чеблоково.

## Исторические сведения
В «Списке населённых мест» 1862 года Ситниково — казённая деревня 2-го стана Волоколамского уезда Московской губернии по левую сторону почтового Московского тракта (из Волоколамска), в 12 верстах от уездного города, при колодце, с 22 дворами и 154 жителями (75 мужчин, 79 женщин).
По данным на 1890 год входила в состав Аннинской волости Волоколамского уезда, число душ мужского пола составляло 76 человек.
В 1913 году — 37 дворов и 2 чайных лавки.
По материалам Всесоюзной переписи населения 1926 года — центр Ситниковского сельсовета Аннинской волости, проживало 367 жителей (164 мужчины, 203 женщины), насчитывалось 69 крестьянских хозяйств.
С 1929 года — населённый пункт в составе Волоколамского района Московской области.